# Banuayu (Buay Pemuka Peliung)
Banuayu is een bestuurslaag in het regentschap Ogan Komering Ulu van de provincie Zuid-Sumatra, Indonesië. Banuayu telt 3498 inwoners (volkstelling 2010).